# Cité
Een cité is een woonwijk die speciaal in de buurt van de mijnzetels werd opgetrokken voor de huisvesting van mijnwerkers, een vorm van een fabrieksnederzetting.
Het uit het Frans stammende woord cité, wat eigenlijk stad, nederzetting betekent, kreeg in het Nederlands een specifieke betekenis in de Belgische mijnstreken. In het Frans is Cité kort voor cité ouvrière (arbeidersstad).
Het zijn meestal wijken uit de jaren dertig, die op toen nog onontgonnen grond werden gebouwd. Ze werden bevolkt door mijnwerkers, die toen ook meestal gastarbeiders waren, aanvankelijk vooral Italianen, Grieken en Spanjaarden. Na de Tweede Wereldoorlog vestigden zich er ook Oost-Europeanen en nog later Turken en Marokkanen. In die mengelmoes van talen en culturen ontstond zelfs een eigen taal, het "cités". 
Elke cité had zijn eigen hiërarchie, met woningen voor kaderleden, directieleden, bedienden en bovengrondse en ondergrondse arbeiders. Materieel was er ook een soort eigen "regie" die zorgde voor water- en elektriciteitsvoorziening.
Sedert de mijnsluitingen van de jaren tachtig verloren de cités hun functie als "mijnwerkersbuurten". Er dreigde een leegstand en verkrotting, maar inmiddels zijn deze cités geëvolueerd naar karakteristieke tuinwijken, waar de aanplantingen van de 20e eeuw volwassen zijn geworden, en een groene oase vormen in een steeds meer verstedelijkte omgeving. Begin 21e eeuw werd het zelfs een populair gebruik bij alternatievelingen en kunstenaars om naar zo'n cité te trekken.

## Cités elders
Arbeiderswijken bij fabrieken zag men veelvuldig in Franstalige gebieden, waar ze als cité ouvrière (arbeidersstad) bekend stonden. De in de Borinage in  Wallonië en de omgeving van Lens (Frankrijk) gebruikelijke benaming  luidt: coron (meervoud: les corons). Voorbeeld hiervan is de plaats Avion bij Lens.
In Nederland zijn, naar Waals voorbeeld, cités gebouwd bij de Sphinx-fabrieken in Maastricht (de Cité Ouvrière en het Quartier Amélie; beide gesloopt) en de Budelse zinkfabriek (Budel-Dorplein).